# Kispróna
Kispróna (szlovákul Pravenec, németül Klein-Proben) község Szlovákiában, a Trencséni kerületben, a Privigyei járásban.

## Fekvése
Privigyétől 7 km-re északra fekszik.

## Története
1267-ben „Prona” alakban említik először. 1387-ben „Kysprona”, 1484-ben „Kysprawencza”, 1498-ban „Prawencze” alakban szerepel. A Divékieké, majd a 15. században a Bossányi családé. 1553-ban Surányi Kristóf birtoka, 1640-ben a bajmóci váruradalom része. A 17-19. században a Bossányi, Majthényi és Újfalussy családok az urai. 1675-ben említik fazekasait, akik a berzsenyi céhhez tartoztak. Ekkor 25 házát 139-en lakták. 1715-ben 10 adózója volt. A 18. században a gyümölcstermesztés és zsindelykészítés lendült fel a településen. 1787-ben 55 házát 401-en lakták.
A 18. század végén Vályi András így ír róla: „PRAVENICZ. Tót falu Nyitra Vármegyében, fekszik Bajmóczhoz másfél mértföldnyire, réttyei jók, fája tűzre, ’s legelője is elég van, malma helyben, piatzozása Bajmóczon, és Prividgyén, de mivel szőleje nints, földgye is néhol középszerű, második osztálybéli.”
1828-ban 51 házában 357 lakos élt.
Fényes Elek 1851-ben kiadott geográfiai szótárában így ír a faluról: „Provenecz, tót falu, Nyitra vmegyében, N.-Bosány fil., 437 kath. lak. F. u. Majthényi. Ut. p. Nyitra-Zsámbokrét.”
Borovszky Samu monográfiasorozatának Nyitra vármegyét tárgyaló része szerint: „Kis-Próna, a Nyitra balpartján fekvő tót község, 450 r. kath. vallású lakossal. Postája Német-Próna, táviró- és vasúti állomása Privigye. A község közelében van a Visehrad nevü hegy, melyen egy várnak már csekély rommaradványa található. E falu a XIV. században már a Bossányiak birtoka volt. Később a Kosztolányi-család volt a földesura.”
A trianoni diktátumig Nyitra vármegye Privigyei járásához tartozott.

## Népessége
| Év:            | 1994. | 2004.   | 2014.    | 2024.   |
| -------------- | ----- | ------- | -------- | ------- |
| Emberek száma: | 1211  | 1178    | 1327     | 1283    |
| Eltérés:       |       | -2,72 % | +12,64 % | -3,31 % |

| Év:            | 2023. | 2024.   |
| -------------- | ----- | ------- |
| Emberek száma: | 1295  | 1283    |
| Eltérés:       |       | -0,92 % |

1910-ben 496, túlnyomórészt szlovák anyanyelvű lakosa volt.
2001-ben 1172 lakosából 1108 szlovák volt.
2011-ben 1241 lakosából 1183 szlovák volt.
2021-ben 1305 lakosából 10 (+2) magyar, 1217 (+2) szlovák, 2 cigány, (+1) ruszin, 15 (+5) egyéb és 61 ismeretlen nemzetiségű volt.

## Nevezetességei
- Alexandriai Szent Katalin tiszteletére szentelt neogótikus, római katolikus temploma 1891-ben épült.
- Barokk-klasszicista kastélya 1780-ban épült.
- Késő barokk kastélya 1787-ben épült, a 19. században megújították.
- Barokk kúria.
- (A Bossányi-kastélyt 1955-ben lebontották).

## Külső hivatkozások
- Községinfó
- Kispróna Szlovákia térképén
- Képgaléria
- Községismertető
- E-obce.sk Archiválva 2008. szeptember 14-i dátummal a Wayback Machine-ben